# Zebra-Muschelkrebs
Der Zebra-Muschelkrebs (Cypridopsis vidua) ist ein im Süßwasser weit verbreiteter Muschelkrebs. Er ist in der deutschsprachigen Literatur auch als Gestreifter Muschelkrebs bekannt.

## Merkmale
Der Zebra-Muschelkrebs erreicht eine Länge von 0,6 bis 0,7 Millimetern. Die beiden Schalenhälften des Carapax sind hellgelb bis hellgrün. Auffallend sind drei bis vier dunkle Binden, die senkrecht vom Rücken über die Schalen ziehen. Die Form und Färbung dieser Binden ist sehr variabel, sie kann grün, lila, violett oder braun bis schwarz sein. Der Carapax, der den gesamten Körper des Muschelkrebses einhüllt, ist eiförmig. In der Höhe misst er ungefähr zwei Drittel der Länge. In der Rückenansicht ist er an der breitesten Stelle etwas breiter als hoch. Von der Seite her ist eine kleine Einbuchtung des unteren Randes der Schalenklappen zu sehen. Die linke Klappe überragt die rechte geringfügig, so dass der Carapax wie eine Schachtel mit einem Deckel geschlossen werden kann. Die Schalenklappen sind behaart, die längsten Haare sitzen am äußeren Rand der beiden Klappen.
Die Schwimmborsten der beiden Antennenpaare, die der Fortbewegung dienen, sind gut entwickelt und reichen über die Klauen der Endglieder hinaus.
Die Furca besteht nur aus einem Stamm mit einer längeren Geißel. Der Außenast des ersten Thorakopoden trägt fünf Seten (Borsten).

## Verbreitung
Die Zebra-Muschelkrebse sind weltweit verbreitet und kommen in Süßgewässern aller Art vor. Am häufigsten sind sie als Sommerform in nicht austrocknenden stehenden Gewässern zu finden.

## Lebensweise
Vom Zebra-Muschelkrebs sind nur Weibchen bekannt. Sie vermehren sich ungeschlechtlich über Dauereier. Über verschiedene Larvenstadien entwickeln sich diese Muschelkrebse zu adulten Weibchen, die Dauereier produzieren.

## Taxonomie
Der Zebra-Muschelkrebs wurde von Otto Friedrich Müller im Jahr 1776 als Cypris vidua erstmals beschrieben.